# راک‌هولدز (کنتاکی)
راک‌هولدز (به انگلیسی: Rockholds) یک منطقهٔ مسکونی در ایالات متحده آمریکا است که در شهرستان ویتلی، کنتاکی واقع شده‌است. راک‌هولدز ۲۹۹٫۹۳ متر بالاتر از سطح دریا واقع شده‌است.